# Dettopsomyia woodruffi
Dettopsomyia woodruffi är en tvåvingeart som beskrevs av Hajimu Takada 1990. Dettopsomyia woodruffi ingår i släktet Dettopsomyia och familjen daggflugor.
Artens utbredningsområde är Kenya. Inga underarter finns listade i Catalogue of Life.